# 蒙茅斯 (愛荷華州)
蒙茅斯（英語：Monmouth）是一個位於美國愛荷華州傑克遜縣的城市。

## 地理
蒙茅斯的座標為42°04′35″N 90°52′50″W / 42.07639°N 90.88056°W，而該地的平均海拔高度為230米（即755英尺）。

## 人口
根據2010年美國人口普查的數據，蒙茅斯的面積為1.45平方千米，當中陸地面積為1.45平方千米，而水域面積為0.00平方千米。當地共有人口153人，而人口密度為每平方千米105人。